# Les Saltimbanques (Doré)
 (février 2024).
Si vous disposez d'ouvrages ou d'articles de référence ou si vous connaissez des sites web de qualité traitant du thème abordé ici, merci de compléter l'article en donnant les références utiles à sa vérifiabilité et en les liant à la section « Notes et références ».
Pour les articles homonymes, voir Les Saltimbanques.
Les Saltimbanques (ou L'Enfant blessé) est un tableau peint par Gustave Doré en 1874. Il représente une famille de saltimbanques frappée par la tragédie : un enfant mortellement blessé à la tête est tenu dans les bras de sa mère, à la suite d'un accident lors d'un numéro de funambule. Son père, assis et légèrement en retrait, assiste à la scène avec une profonde désolation.
Cette huile sur toile de 224 × 184 cm est exposée, à partir de 1937, au musée de Clermont-Ferrand, avant d'être transférée en 1992 au musée d'art Roger-Quilliot de la même ville, au niveau réservé à « l'art du XIXe siècle en France ». En 2011, la toile est élue comme étant la préférée du musée par ses visiteurs.

## Description du tableau

### Le clair-obscur

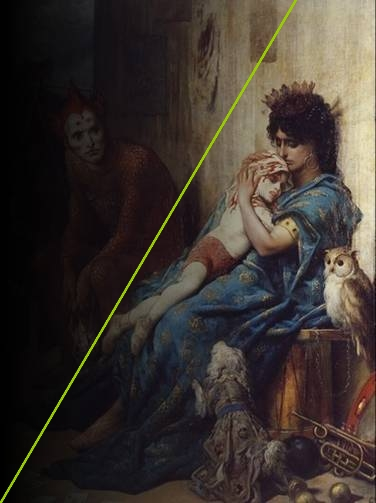
Le clair-obscur du tableau. Image volontairement contrastée avec l'ajout d'une ligne de séparation entre la partie lumineuse autour de la mère et la partie sombre en arrière-plan.

La partie la plus éclairée est centrée sur l'enfant et sa mère. À l'inverse, le fond du tableau, où s'est produit le drame (l'enfant qui est tombé de son poteau d'équilibriste) et où sont massés les curieux, est beaucoup plus sombre. On peut découper le tableau en deux parties, en traçant une diagonale imaginaire allant du coin supérieur droit au coin inférieur gauche ; d'ailleurs, la position de l'enfant épouse cette ligne, et elle est renforcée par la pâleur de son justaucorps blanc (on distingue bien les plis du vêtement, ce n'est pas sa peau).
Les couleurs vives des habits de cirque tranchent justement avec la blancheur du vêtement de l'enfant blessé, pourtant éclairé comme s'il rayonnait avec sa mère qui le tient.

### Les trois personnages

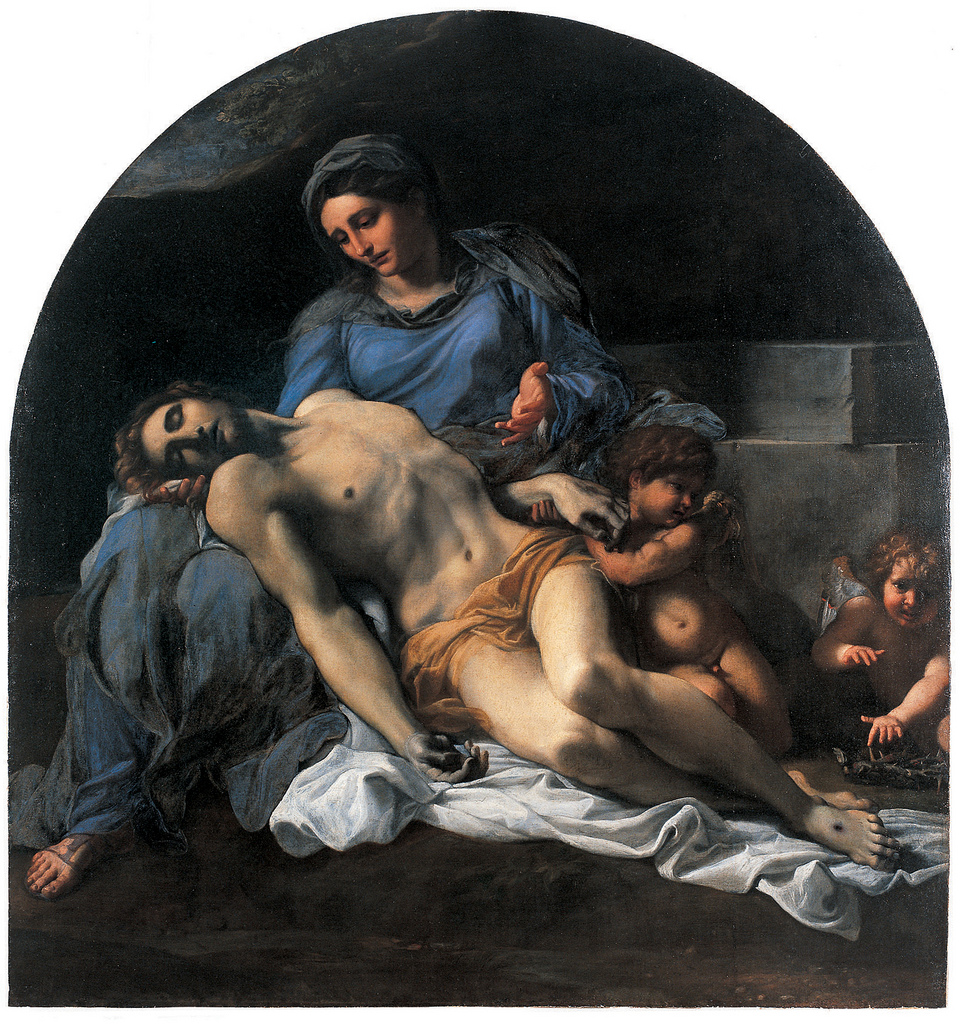
Le tableau de Gustave Doré rappelle l'iconographie chrétienne de la pietà. Ici : La pietà d'Annibale Carrache, vers 1600 (musée Capodimonte de Naples).

L'enfant et la mère, personnages en position centrale, sont donc en pleine lumière.
La mère, vêtue d'un long manteau bleu et la tête couronnée, fait penser à la fois à l'image de la bohémienne (peau mate et cheveux très bruns et frisés), de la cartomancienne (des cartes sont étalées devant elle) et de la sorcière accompagnée de sa chouette. Elle tient dans ses bras son fils mourant, contre elle. Les yeux fermés, une larme coule sur son visage pendant qu'elle embrasse son enfant.
Cette représentation rappelle un thème iconographique chrétien, celui de la Vierge Marie pleurant la mort du Christ - son fils - avant la mise au tombeau. Elle ressemble donc à une pietà.
L'enfant est habillé d'un vêtement moulant blanc et porte une culotte rouge qui souligne sa blessure à la tête, entourée d'un linge largement taché de sang. Sa peau est très pâle ; elle semble indiquer la mort approchant.
À gauche, le père assis et courbé regarde la scène. Il est impuissant, les bras ballants. Il est profondément triste, les larmes aux yeux. Lui aussi est habillé dans un costume de cirque entièrement rouge. Ses cheveux (ou son chapeau) sont également colorés en rouge. Il tient des chaussons de cirque : le numéro est bel et bien terminé à cause des circonstances dramatiques.
En arrière-plan dans l'obscurité, à gauche du père sur le bord du cadre, une foule de saltimbanques et de curieux observent le recueillement de la mère et du père.

### Les trois animaux

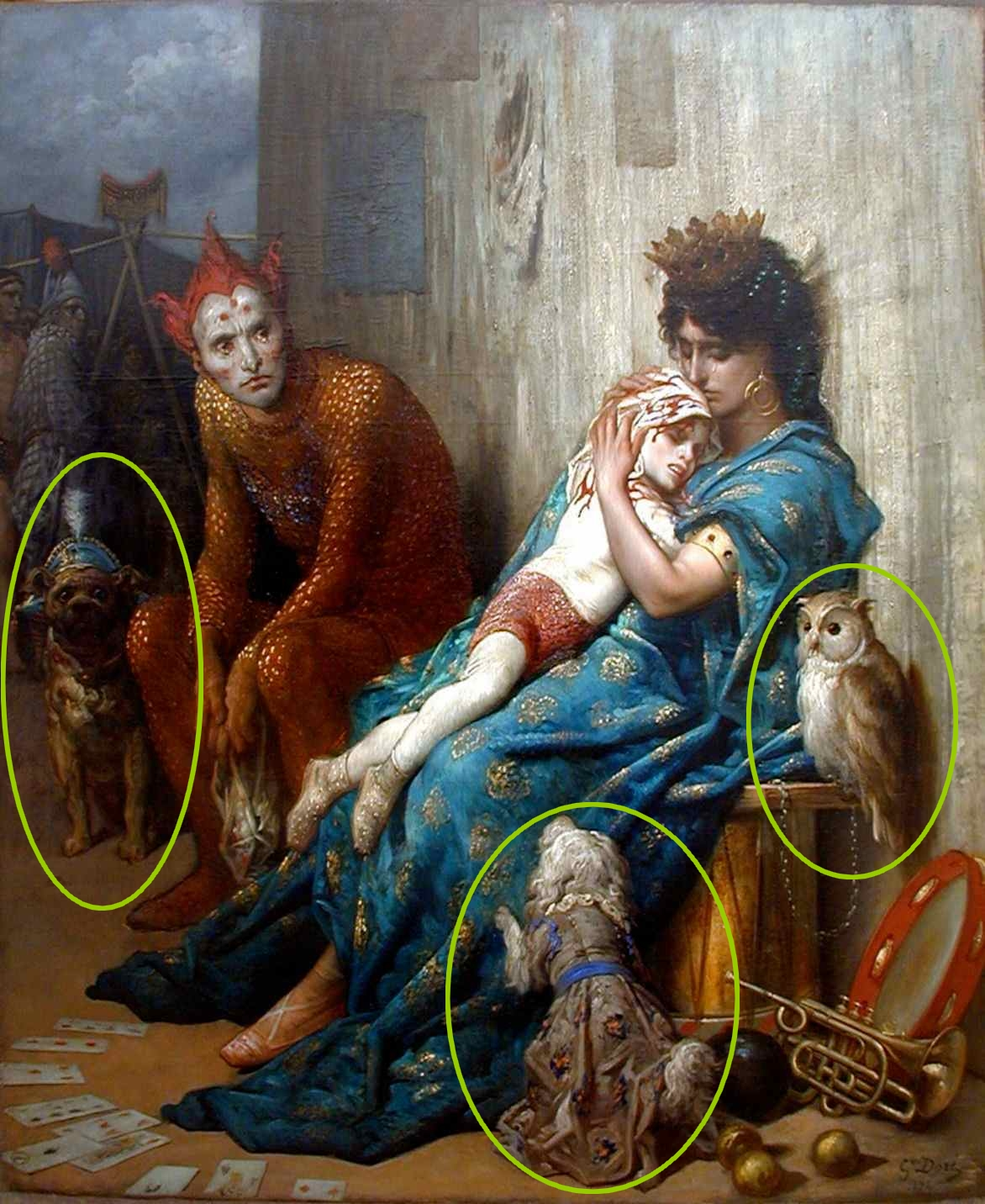
Les trois animaux (entourés en vert) dans le tableau

Le père est propriétaire d'un bouledogue (assis près de lui à sa droite) qui regarde lui aussi, l'air triste, en direction de l'enfant.
La mère possède un bichon. Il est recouvert d'un vêtement dont les motifs sont semblables à ceux de la robe de sa maîtresse, mais les couleurs bleutées, dorées et argentées sont inversés (en négatif). L'animal pose sa patte avant gauche sur elle et regarde aussi vers l'enfant.
Les deux chiens semblent compatir à la souffrance de leurs maîtres et partager leur émotion.
Le seul animal qui n'observe pas la scène est une chouette. Elle est posée et enchaînée sur le rebord du tambour où la bohémienne est assise. Rien d'étonnant à ce qu'elle l'accompagne : le caractère nocturne de la chouette lui vaut aussi une connotation démoniaque et elle se retrouve être l'animal de compagnie des sorcières (dans le milieu forain ancien, la frontière est ténue entre bohémienne, sorcière, cartomancienne, etc.).
La chouette, les yeux grand ouverts, fixe l'horizon, donnant l'impression de regarder en direction des visiteurs du tableau.
La chouette symbolise la sagesse dans le monde antique ; ce serait une des raisons pour lesquelles elle reste étrangère à la stupéfaction et à la tristesse de tous les personnages. Mais les Romains voyaient en elle l'arrivée de la mort car elle vole de nuit et niche en des lieux difficiles d'accès. Voir une chouette de jour devient alors un mauvais présage. Traditionnellement, dans certaines régions françaises, le cri de la chouette annonce le décès proche d'un membre de la famille. La chouette des Saltimbanques annonce le trépas de l'enfant. Gustave Doré lui-même affirma que l'enfant est mourant : « Il se meurt. J’ai voulu dépeindre une prise de conscience tardive chez ces deux êtres endurcis, presque brutaux. Pour gagner de l’argent, ils ont tué leur enfant et en le tuant, ils ont découvert qu’ils avaient un cœur. » Les cartes à jouer tirées par terre et l'as de pique en exergue (voir ci-après) renforce cette idée.

### Les objets du cirque
En bas du tableau, autour de la scène dramatique (l'enfant et sa mère), plusieurs objets soulignent le métier des personnages : ce sont des saltimbanques. En effet, à l'extrémité droite du cadre, sont posés un tambourin, une trompette et des boules de jonglage. 
- Les cartes :

Aux pieds de la mère, des cartes à jouer sont étalées en demi-cercle. Au centre, dans l'axe des corps de la mère et de son fils, une carte est mise en avant : il s'agit de l'as de pique qui symboliserait la mort. La cartomancienne a-t-elle lu le destin de son fils, en tirant les cartes ?

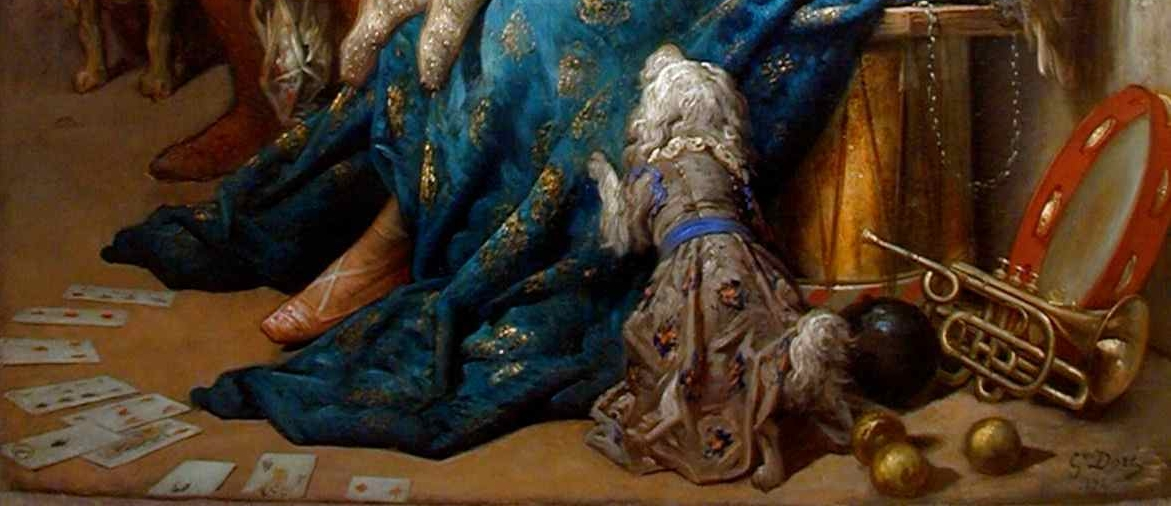
Les objets des saltimbanques au bas du tableau

### La diagonale rouge
En contraste avec la lumière blanche, Gustave Doré développe une diagonale rouge. Elle est constituée du tambourin, du short de l'enfant, de la coiffe du père et du support de la corde de funambule.

### La diagonale bleue
Elle se compose du couvre chef du bouledogue, du drapé de la femme, ainsi que d'une partie du vêtement du caniche. Située à une dizaine de centimètres de la diagonale rouge, elle semble entrer en résonance avec cette dernière.

## Autres versions

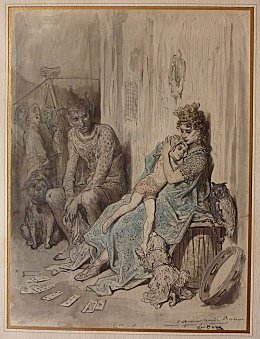
Dessin de Gustave Doré reproduisant quelque temps plus tard son tableau des Saltimbanques (1876 ?)

En 2010, l'Association des amis des musées d'art et d'archéologie de Clermont-Ferrand a acquis, pour en faire don au musée d'art Roger-Quilliot, un dessin aquarellé de Gustave Doré lui-même reproduisant ce tableau. L'artiste l'avait dédicacé et offert à Amédée Béesau, avocat parisien, pour le remercier d'avoir écrit La Chute, un poème inspiré par son tableau présenté aux mainteneurs de l'Académie des Jeux Floraux de Toulouse et lors récompensé d'un souci, le 3 mai 1876.
Une autre toile similaire, mais plus sombre, et sans les animaux ni les cartes, La Famille du Saltimbanque : L’Enfant blessé, de 1873, (194 x 130 cm) a été acheté par le Denver Art Museum en 2012.